# Villamontes
Villamontes è un comune (municipio in spagnolo) della Bolivia nella provincia di Gran Chaco (dipartimento di Tarija) con 27.550 abitanti (dato 2010). 

## Geografia
Villamontes è situata sulle rive del fiume Pilcomayo, ai confine occidentali della regione del Chaco Boreal, alle pendici delle Ande.

## Storia
Villamontes fu fondata il 27 dicembre 1905. Nel corso della guerra del Chaco fu il quartier generale dell'esercito boliviano impegnato nelle operazioni contro i paraguaiani. Il 27 novembre 1934 il presidente Daniel Salamanca qui giunto per esigere le dimissioni del capo di Stato Maggiore generale Enrique Peñaranda del Castillo fu costretto a rassegnare le dimissioni con un colpo di Stato orchestrato dallo stesso ufficiale e passato alla storia come corralito de Villamontes.
A causa dell'andamento disastroso del conflitto, che vedeva prossima la conquista paraguaiana della zona di Tarija, la cittadina divenne un bastione delle forze armate guidate dal colonnello Bernardino Bilbao Rioja. Il 13 febbraio 1935 l'esercito di Asunción lanciò un attacco contro Villamontes. Il 19 aprile le forze boliviane riuscirono a rompere l'assedio e a mantenere il possesso della cittadina.

## Monumenti e luoghi d'interesse
- El Corralito

## Cultura

### Istruzione

#### Musei
- Museo della Guerra del Chaco